# Mobile Suit Gundam (jeu vidéo)
Mobile Suit Gundam (機動戦士ガンダム, Kidō Senshi Gundam) est un jeu vidéo de combat développé par Bandai et édité par Banpresto en septembre 1993 uniquement sur système d'arcade Seta 1st Generation. C'est la deuxième adaptation en jeu vidéo de la série en arcade basée sur l'anime Mobile Suit Gundam,.